# Serpophaga subcristata munda
El piojito ventriblanco o tiquitiqui vientre blanco (Serpophaga subcristata munda) es una subespecie de ave paseriforme de la familia Tyrannidae, perteneciente al género Serpophaga. Hasta recientemente (2022) era tratado como especie separada, pero actualmente es considerado una subespecie de Serpophaga subcristata.

## Distribución y hábitat
Se reproduce en matorrales caducifolios y bosques de montaña de la vertiente oriental de los Andes, desde el oeste de Bolivia (al sur desde La Paz) y oeste de Argentina (al sur hasta Neuquén y oeste de Río Negro), hasta los 3000 m de altitud. Durante el invierno migra hacia el norte y hacia las tierras bajas del oriente, tan lejos como las costas del sureste de Brasil y Uruguay, y al norte hasta el centro norte de Bolivia.

## Descripción
Mide en promedio 11,5 cm de longitud. Presenta cabeza gris azulada; dorso gris pardusco; alas negruzcas con rebordes blancos; pecho gris y vientre blanco.

## Taxonomía
El presente taxón, descrito como especie plena por el ornitólogo alemán Hans von Berlepsch en 1893,  fue tratado como tal hasta recientemente, pero fue incluido en Serpophaga subcristata con base en las vocalizaciones extremadamente similares (posiblemente idénticas), tiempo de divergencia muy reciente y diferencias morfológicas mínimas; actualmente es tratado como subespecie  por la mayoría de las clasificaciones. El Comité de Clasificación de Sudamérica (SACC), en la Propuesta No 958 reconoció el tratamiento como subespecie.